# James Beckford
Pour les articles homonymes, voir Beckford.
James Charles Beckford  (né le 9 janvier 1975 dans la Paroisse de Saint Mary) est un athlète jamaïcain, spécialiste du saut en longueur et du triple saut. 

## Biographie
Il figure parmi les meilleurs sauteurs en longueur des années 1990 et 2000 en remportant plusieurs médailles d'argent lors des Jeux olympiques, des championnats du monde ou des championnats du monde en salle. 
Il détient les records de Jamaïque du saut en longueur avec  8,62 m, de 1997 à 2019, et du triple saut avec 17,92 m depuis 1995. Il établit la meilleure performance mondiale de l'année à la longueur en 1998 (8,60 m) et 2001 (8,41 m).
Il est élu personnalité sportive jamaïcaine de l'année en 1995, 1996 et 2003.
Contrôlé positif à l'éphédrine en 1997, il est suspendu 3 mois par la Fédération internationale d'athlétisme.

## Palmarès
| Date | Compétition                              | Lieu      | Résultat | Épreuve          | Marque  |
| ---- | ---------------------------------------- | --------- | -------- | ---------------- | ------- |
| 1995 | Championnats du monde                    | Göteborg  | 2e       | Saut en longueur | 8,30 m  |
| 1995 | Championnats du monde                    | Göteborg  | 6e       | Triple saut      | 17,13 m |
| 1995 | Finale du Grand Prix                     | Monaco    | 3e       | Saut en longueur | 8,20 m  |
| 1996 | Jeux olympiques                          | Atlanta   | 2e       | Saut en longueur | 8,29 m  |
| 1997 | Championnats du monde en salle           | Paris     | 5e       | Saut en longueur | 8,17 m  |
| 1997 | Championnats du monde                    | Athènes   | 4e       | Saut en longueur | 8,14 m  |
| 1997 | Universiade                              | Catane    | 2e       | Saut en longueur | 8,35 m  |
| 1997 | Finale du Grand Prix                     | Fukuoka   | 2e       | Saut en longueur | 8,40 m  |
| 1998 | Goodwill Games                           | New York  | 3e       | Saut en longueur | 8,34 m  |
| 1998 | Jeux d'Amérique centrale et des Caraïbes | Maracaibo | 2e       | Saut en longueur | 8,16 m  |
| 1999 | Championnats du monde en salle           | Maebashi  | 5e       | Saut en longueur | 8,16 m  |
| 2001 | Championnats du monde                    | Edmonton  | 7e       | Saut en longueur | 8,08 m  |
| 2001 | Goodwill Games                           | Brisbane  | 2e       | Saut en longueur | 8,07 m  |
| 2003 | Championnats du monde                    | Paris     | 2e       | Saut en longueur | 8,28 m  |
| 2004 | Championnats du monde en salle           | Budapest  | 2e       | Saut en longueur | 8,31 m  |
| 2004 | Jeux olympiques                          | Athènes   | 4e       | Saut en longueur | 8,31 m  |
| 2005 | Championnats du monde                    | Helsinki  | 9e       | Saut en longueur | 8,02 m  |
| 2005 | Finale mondiale de l'athlétisme          | Monaco    | 3e       | Saut en longueur | 8,28 m  |
| 2007 | Championnats du monde                    | Osaka     | 6e       | Saut en longueur | 8,17 m  |
| 2008 | Championnats du monde en salle           | Valence   | 6e       | Saut en longueur | 7,85 m  |

## Records
| Épreuve          | Épreuve   | Performance         | Lieu      | Date           |
| ---------------- | --------- | ------------------- | --------- | -------------- |
| Saut en longueur | Plein air | 8,62 m (+ 0,7 m/s)  | Orlando   | 5 avril 1997   |
| Saut en longueur | Salle     | 8,40 m              | Madrid    | 9 février 1996 |
| Triple saut      | Plein air | 17,92 m (+ 1,9 m/s) | Odessa    | 20 mai 1995    |
| Triple saut      | Salle     | 16,99 m             | Manhattan | 4 mars 1995    |